# Сорокаозёрки
Сорокаозёрки — урочище, древнее русло Енисея, ровный заболоченный участок в центре Койбальской степи в Алтайском районе Хакасии с большим количеством небольших озёр (Заливное, Столбовое, Мойрыхколь, Адайколь, Окельколь и др.).
Абсолютная высоты территории от 280—310 м. Озёра имеют хорошие защитные и кормовые условия для обитания водоплавающих и околоводных птиц. Используются также в рекреационных целях.